# Noel Hill (1er baron Berwick)
Pour les articles homonymes, voir Noel Hill et Hill.
Noel Hill, 1er baron Berwick (16 avril 1745 - 6 janvier 1789), est un propriétaire foncier et un homme politique anglais qui siège à la Chambre des communes de 1768 à 1784, lorsqu'il est élevé à la pairie.

## Biographie
Il est le plus jeune et le seul fils survivant de Thomas Hill et de sa femme Susanna Maria Noel. Il est né chez son père à Londres, 3 Cleveland Court, St James's. Venn décrit sa formation comme privée et il est connu pour avoir fait ses études acvec le futur prédicateur John William Fletcher. Il entre au St John's College, à Cambridge, où il obtient un baccalauréat ès arts (BA) en 1763 et une maîtrise ès arts (MA) en 1766. Il étudie également le droit, étant admis au Inner Temple en 1765, sans devenir avocat .

## Carrière politique
Il siège en tant que député whig de Shrewsbury entre 1768 et 1774 et de Shropshire entre 1774 et 1784. Le 19 mai 1784, il est élevé à la pairie de Grande-Bretagne sous le nom de baron Berwick d'Attingham Park, dans le comté de Shropshire.
Il est également maire de Shrewsbury en 1778-1779 et d'Oswestry en 1779-1780.

## Famille
Lord Berwick épouse Anna, fille de Henry Vernon et de Lady Henrietta Wentworth, le 17 novembre 1768 à l'église St. George's, rue St. George, Hanover Square, Londres, Angleterre. Ils ont trois fils (qui se sont tous succédé dans sa pairie) et trois filles. Il meurt le 6 janvier 1789, à l'âge de 43 ans, à Portman Square, à Marylebone, à Londres. Il est inhumé le 20 janvier 1789 à Atcham, dans le Shropshire, en Angleterre.